# Macrosiphoniella leucanthemi
Macrosiphoniella leucanthemi är en insektsart. Macrosiphoniella leucanthemi ingår i släktet Macrosiphoniella och familjen långrörsbladlöss. Inga underarter finns listade i Catalogue of Life.